# Resolució 1375 del Consell de Seguretat de les Nacions Unides
La Resolució 1375 del Consell de Seguretat de les Nacions Unides fou adoptada per unanimitat el 29 d'octubre de 2001. Després de reafirmar totes les resolucions i les declaracions del President del Consell de Seguretat de Nacions Unides sobre la guerra civil a Burundi, recolzava els esforços realitzats per Sud-àfrica i altres estats per implementar l'acord d'Arusha i va donar suport a la creació d'una presència multinacional provisional de seguretat a Burundi.
El Consell de Seguretat va reafirmar que l'Acord de Pau i Reconciliació d'Arusha es va mantenir com a base per a la solució del conflicte a Burundi i va acollir amb satisfacció els esforços de mediació de l'ex president sud-africà Nelson Mandela i les Nacions Unides. Hi havia preocupació per la violència en curs al país i les seves conseqüències sobre la situació a Burundi i la inestabilitat regional.
La resolució, iniciada per Jamaica i Maurici, va donar suport a la futura instal·lació d'un govern de transició l'1 de novembre de 2001. Es va instar als grups armats, inclosos el Forces pour la Défense de la Démocratie (FDD) i Forces Nationales de Libération (FNL) a posar fi a les hostilitats i atacs contra la població civil i entrar en negociacions com a part del procés de pau.
El Consell va recolzar l'establiment d'una presència multinacional temporal de seguretat al país per protegir els líders polítics que tornaven i formar una força de protecció de Burundi demanant al Govern del Burundi que informés al Consell sobre aquest tema. Seria la primera vegada que Sud-àfrica participava en una missió de manteniment de la pau. Va expressar la seva voluntat de considerar noves contribucions al procés de pau i va instar a la comunitat internacional a prestar assistència.